# Limuru
Limuru ist eine Stadt in Zentralkenia, die rd. 50 km nordwestlich von Nairobi liegt. Gegenwärtig leben in Limuru rd. 5000 Einwohner.
Limuru liegt im Kiambu County. Es entstand in den 1890er Jahren, als europäische Siedler hier ansässig wurden, die die Nähe zu Nairobi, die Lage an der Bahnstation und das milde Klima das Hochlandes schätzten. Limuru liegt auf einer Höhe von ca. 2250 m.
Bis heute ist Limuru für seine mittlerweile 100 Jahre währende Teeproduktion berühmt.
Limuru ist der Geburtsort des bekanntesten kenianischen Schriftstellers, Ngũgĩ wa Thiong’o.